# Ватрело
Ватрело́ (фр. Wattrelos) — коммуна во Франции, регион О-де-Франс, департамент Нор, округ Лилль, кантон Рубе-2. Седьмой по численности населения город департамента, расположен на границе с Бельгией, в 3 км к северо-востоку от Рубе.
Население (2017) — 40 958 человек.

## Достопримечательности
- Церковь Святого Маклу 1882 в неороманском стиле
- Церковь Святой Терезы и Младенца Иисуса 1927 года в стиле арт-деко
- Неоготическая церковь Святого Жерара 1912 года
- Музей народных ремесел и традиций

## Экономика
Структура занятости населения:
- сельское хозяйство — 0,1 %
- промышленность — 8,1 %
- строительство — 5,5 %
- торговля, транспорт и сфера услуг — 48,0 %
- государственные и муниципальные службы — 38,4 %

Уровень безработицы (2017) — 19,4 % (Франция в целом — 13,4 %, департамент Нор — 17,6 %). 

Среднегодовой доход на 1 человека, евро (2017) — 18 040 (Франция в целом — 21 110, департамент Нор — 19 490).

## Демография
Динамика численности населения, чел.

## Администрация
Пост мэра Ватрело с 2000 года возглавляет член Социалистической партии Доминик Баэр (Dominique Baert), бывший депутат Национального собрания Франции. На муниципальных выборах 2020 года возглавляемый им левый список победил в 1-м туре, получив 51,62 % голосов.
| Период | Период | Фамилия         | Партия                                     | Примечания                                                                               |
| ------ | ------ | --------------- | ------------------------------------------ | ---------------------------------------------------------------------------------------- |
| 1957   | 1971   | Жан Дельвенкьер | Французская секция Рабочего интернационала | член Генерального совета департамента, депутат Национального собрания                    |
| 1971   | 2000   | Ален Фогаре     | Социалистическая партия                    | учитель, вице-президент Генерального совета департамента, депутат Национального собрания |
| 2000   |        | Доминик Баэр    | Социалистическая партия                    | депутат Национального собрания                                                           |

## Города-побратимы
- Гуарда, Португалия
- Кётен, Германия
- Мохач, Венгрия
- Семяновице-Слёнске, Польша
- Солка, Румыния
- Эшвайлер, Германия

## Галерея

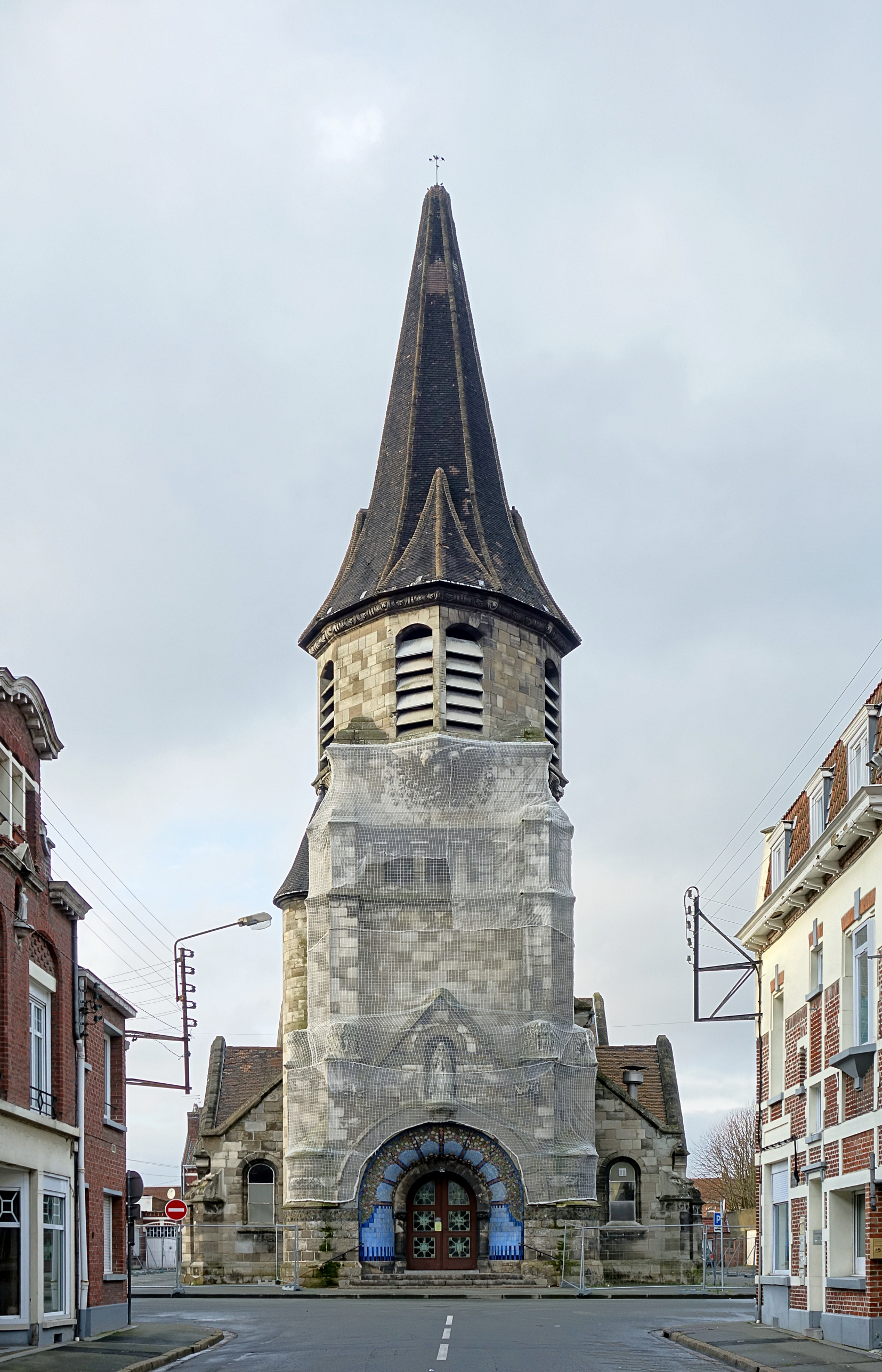
Церковь Святой Терезы и Младенца Иисуса
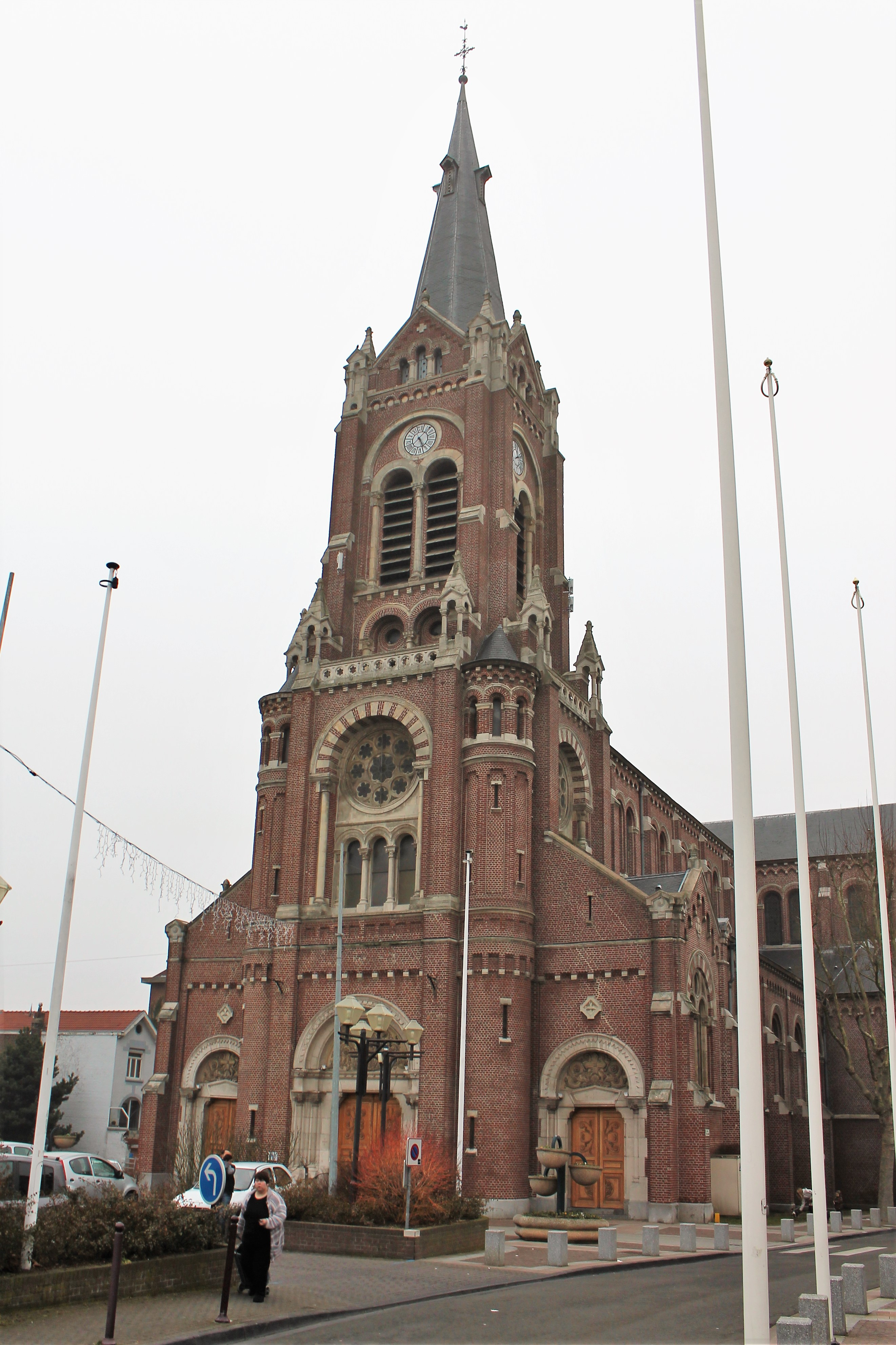
Церковь Святого Маклу
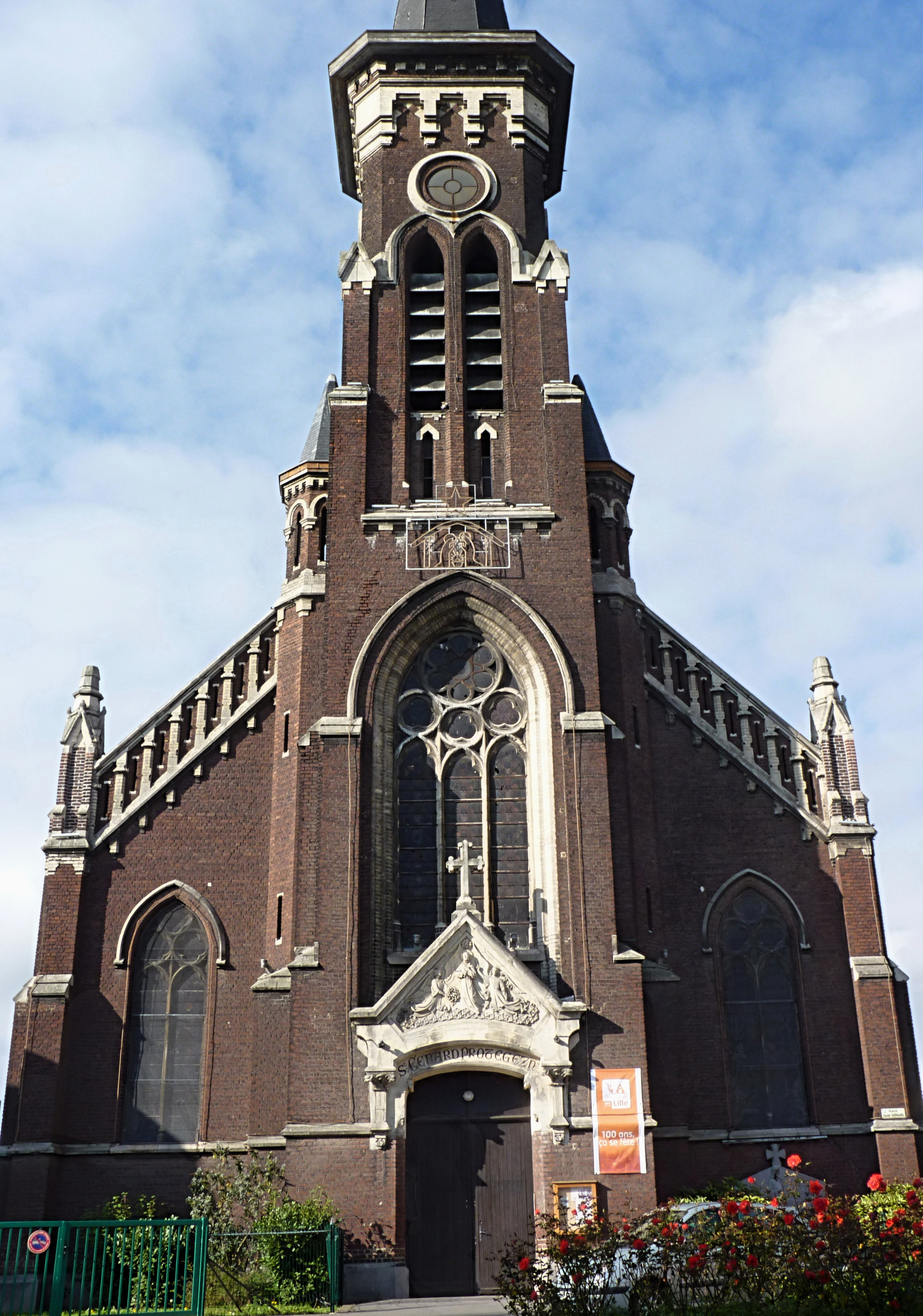
Церковь Святого Жерара
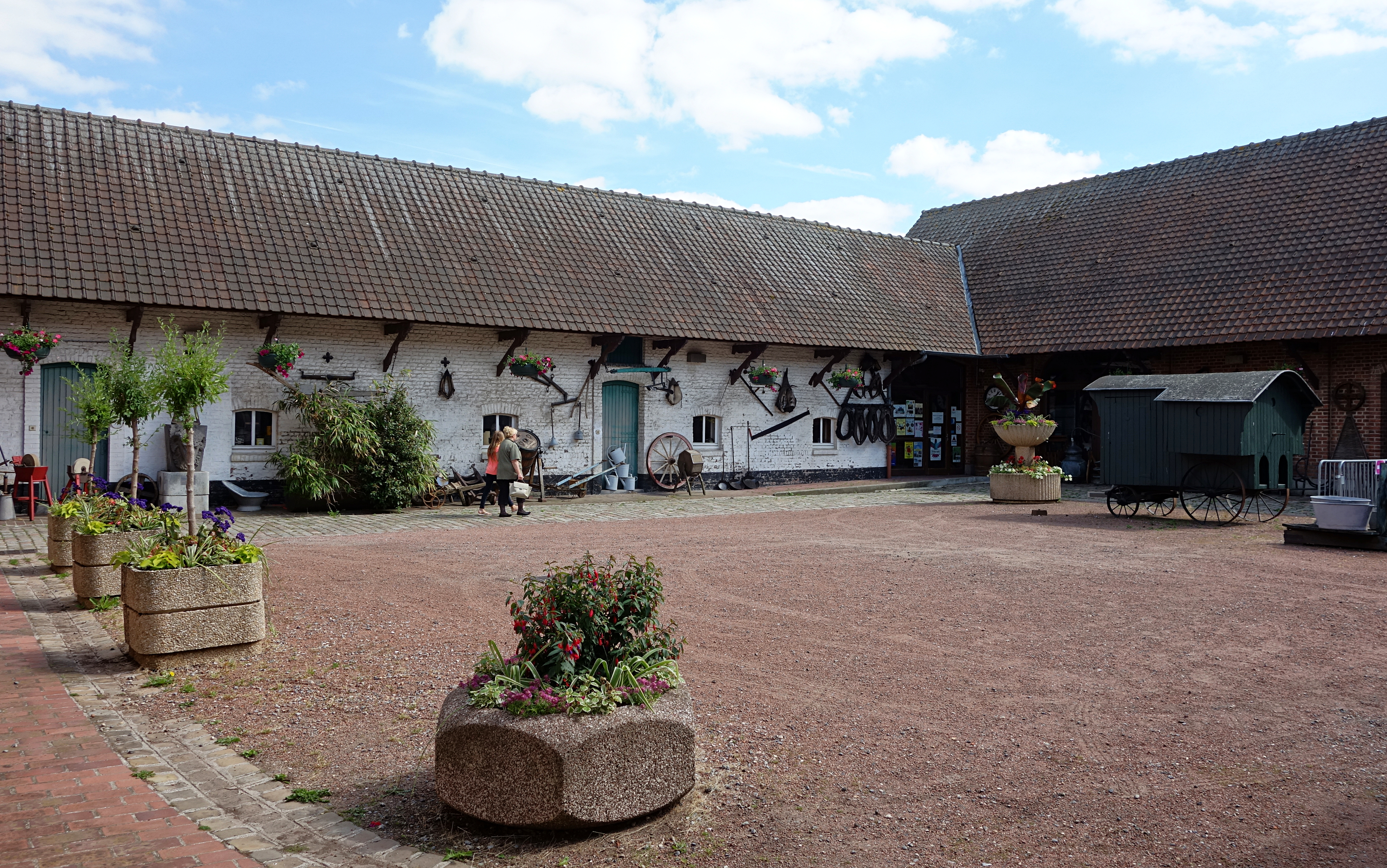
Музей народных ремесел и традиций

1. 1 2  база данных о французских коммунах — Национальный географический институт Франции, 2015.